# Angelo Maria Stoppani

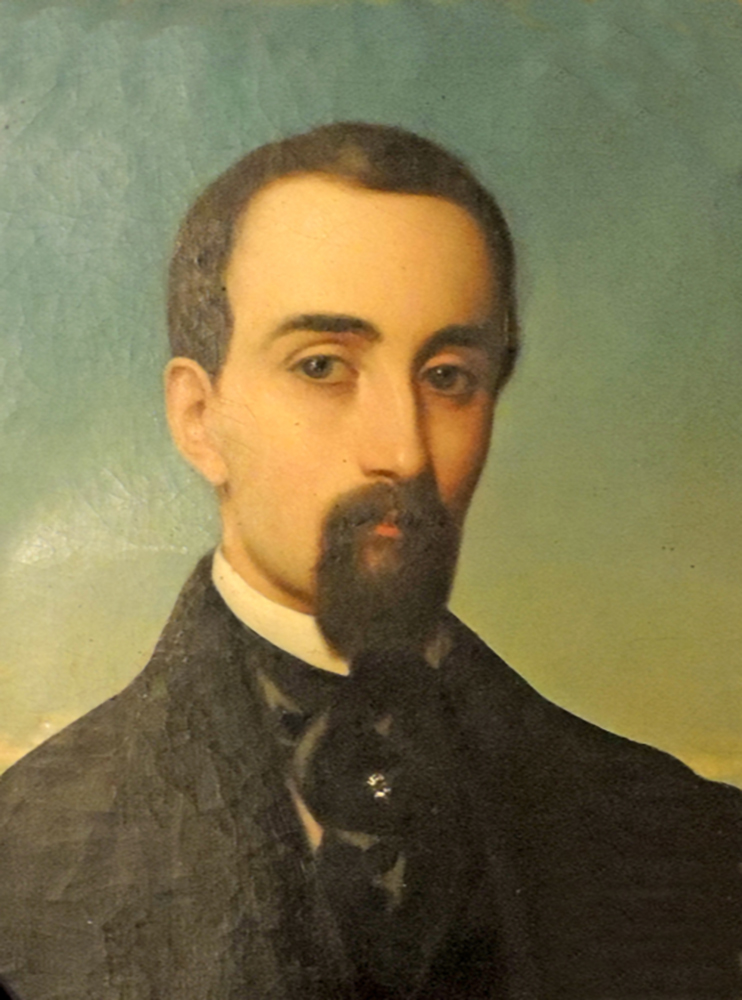
Postumes Porträt von Angelo Maria Stoppani (zweite Hälfte des 19. Jahrhunderts)

Angelo Maria Stoppani (* 10. August 1768 in Lugano; † 14. oder 15. Januar 1815 ebenda; heimatberechtigt in Ponte Tresa, Lugano und Como) war ein Schweizer liberaler Tessiner Politiker, Mitglied des Kleinen Rats und während der Tessiner Verfassungswirren 1814 Präsident der provisorischen Regierung.

## Leben

### Familie
Angelo Maria Stoppani entstammte der Familie Stoppani, die zur politischen Führungsschicht im ganzen Tessin gehörte, und war das zweite Kind und der älteste Sohn des Politikers Nicola Stoppani (* 21. September 1728 in Ponte Tresa; † 5. März 1814 in Lugano) und von dessen Ehefrau Marianna, die Tochter von Felice Bellasi und Schwester des Erzpriesters von Lugano Giovanni Battista Bellasi. Zu seinen Geschwistern gehörten Giovanni Battista Stoppani (* 9. April 1779 in Lugano; 24. Dezember 1855 in Ponte Tresa) und Felice Stoppani, der in den revolutionären Unruhen von 1798 als Kriegskommissär diente und während der antifranzösischen Aufstände 1799 ermordet wurde.
Sein Neffe war Leone de Stoppani und der Ehemann seiner Schwägerin Regina Carli war Francesco Capra, Befürworter des Anschlusses des Tessins an die Cisalpinische Republik und späterer Regierungsstatthalter sowie Bürgermeister von Lugano.
1796 heiratete er Marianna Carli; gemeinsam hatten sie mindestens acht Kinder.

### Werdegang
Angelo Maria Stoppani besuchte das Somaskerkollegium Sant' Antonio in Lugano und etwa ab 1784 das Collegio San Luigi in Bologna.
Er immatrikulierte sich zu einem Studium der Rechtswissenschaften an der Universität Freiburg im Breisgau und belegte dort von 1787 bis 1789 Kurse in römischem Zivilrecht. 1790 schloss er an der Universität Pavia mit dem Lizenziat beider Rechte ab.
Von 1791 bis 1792 hielt er sich als Praktikant am königlichen Strafgerichtshof in Mailand auf und bildete sich sowohl beim Hofrat Luini als auch beim Hofrat und Generalstaatsanwalt Marquis Antonio Fortis weiter; dazu sammelte er erste Berufserfahrungen als Rechtsanwalt am königlichen Strafgerichtshof. Während des Aufenthalts in Mailand hatte er enge Verbindungen zu den führenden Geschlechtern der Stadt, unter anderem zu Francesco Melzi d’Eril, späterer Grosskanzler des Königreichs Italien.
Spätestens 1794 war er ins Tessin zurückgekehrt und war als Rechtsanwalt in Lugano tätig. Er übte auch das Amt des Präfekten von Claino con Osteno im Val d’Intelvi aus; im Februar 1798 tat er sich anlässlich der Aufstände in der Stadt hervor, sodass er unter anderem im März zum Sekretär der provisorischen Regierung von Lugano ernannt wurde, die bis Juli 1798 tagte.
Er war 1799 öffentlicher Ankläger und gehörte von 1801 bis 1802 dem Kantonsgericht in Lugano an.
Von 1809 bis 1813 war er Appellationsrichter und Präsident des Appellationsgerichts sowie von 1810 bis 1811 Verwaltungsrichter.

### Politisches Wirken
Angelo Maria Stoppani war während der Französischen Revolution mit den Ideen der Aufklärung im Jakobinerclub um Abt Giuseppe Vanelli (1736–1799) in Kontakt gekommen. Er schloss sich der gemässigt reformistischen Strömung des Liberalismus an, die sich unter anderem für eine Ausweitung der politischen Rechte einsetzte. Er hatte kein Interesse an einem Anschluss des Tessins an die Cisalpinische Republik und setzte sich stattdessen für den Verbleib bei der Eidgenossenschaft ein; hierbei hoffte er, dank der schwachen Präsenz der Landvögte, die wirtschaftlichen Privilegien und den politischen Gestaltungsspielraum seiner Familie auch nach deren Absetzung sichern zu können. Es gelang ihm, an seine früheren politischen Erfolge anzuknüpfen.
Nachdem er um 1794 nach Lugano zurückgekehrt war, wurde er zum Bürgermeister von Osteno ernannt und gehörte zu den Persönlichkeiten im Kreis der Intellektuellen, die sich um die Druckerei Agnelli und die Gazzetta di Lugano, das wichtigste Zentrum für die Verbreitung der Ideen der Französischen Revolution im Tessin, sammelten; hierzu gehörte unter anderem auch Ambrogio Luvini. Der kurz darauf in Lugano tagende Generalkongress ernannte ihn zum Sekretär der provisorischen Regierung; in dieser Zeit wurde seine Familie im darauffolgenden Frühjahr bei den Volksaufständen, die in der Region Agno wegen der dortigen Herrschaftsrechte, insbesondere der Fischereirechte, ausbrachen, angegriffen.
Als Mitglied des im April 1797 gegründeten Freiwilligenkorps der Stadt Lugano stand er an der Spitze der Bürgerbewegung vom 15. Februar des folgenden Jahres, die, nach dem gescheiterten Versuch einer Gruppe von Patrioten, die Macht in Lugano zu übernehmen, die Freiheit und Unabhängigkeit der alten Vogtei proklamierte.
Nachdem die Helvetische Republik ausgerufen worden war, wurde er Präsident der Verwaltungskammer des Kantons Lugano, dem zentralen Organ des durch die Helvetische Verfassung vom 12. April 1798 eingeführten Regimes. Als gemässigter Vertreter der aufgeklärten Honoratioren in Lugano reihte er sich in die Reihen der Pro-Lugano-Republikaner ein, die mit ihrer Ablehnung des Anschlusses an die Cisalpinische Republik und ihrer Loyalität zur Schweiz auch ihre eigenen wirtschaftlichen und politischen Interessen verteidigten.
Von 1803 bis 1813 war er, als Nachfolger des zurückgetretenen Giulio Pocobelli, Abgeordneter im Grossen Rat, den er 1803 präsidierte.
Er war von 1803 bis 1805, als Nachfolger von Alessandro Maderni, auch Mitglied des Kleinen Rats und folgte damit dem zurückgetretenen Alessandro Maderni; er geriet wegen der Frage der Hauptstadt in Konflikt mit Vincenzo D’Alberti und Giuseppe Antonio Rusconi, und wurde 1805 nicht wiedergewählt.
Von 1805 bis 1807 war er als Regierungskommissar tätig; ihm folgte Giovanni Battista Quadri. Er war 1806 sowie 1809 Gesandter der eidgenössischen Tagsatzung, nahm hierbei jedoch nur 1809 daran teil.
1813 wurde er nicht in den Grossen Rat wiedergewählt.
Nachdem die Tagsatzung die kantonalen Verfassungsprojekte vom März und Juli 1814 zurückgewiesen hatte, gaben die Tessiner Behörden dem Druck der Eidgenossenschaft nach und legten einen dritten, konservativer formulierten Entwurf vor, den die Tessiner Stimmberechtigten ebenfalls ablehnten. Angelo Maria Stoppani setzte sich nun an die Spitze der Protestbewegung, die aus der Unzufriedenheit der Bevölkerung entstanden war.
Vom 25. bis zum 30. August 1814 versammelten sich in Giubiasco die Abgeordneten aller Kreise, erklärten die soeben gewählten Kantonsbehörden für abgesetzt und ernannten an deren Stelle einen neuen Grossen Rat sowie eine provisorische Exekutive und wählten Angelo Maria Stoppani zum Präsidenten. Die Verabschiedung der neuen Verfassung führte allerdings zur inneren Spaltung der Aufständischen; als die Eidgenossenschaft einen ausserordentlichen Kommissär und Truppen in den Kanton Tessin schickte, um der Lage Herr zu werden, brach die Revolte vollends auseinander.
Angelo Maria Stoppani flüchtete daraufhin Richtung Como, wo seine Familie ein Stadthaus und Güter besass, wurde jedoch auf Befehl des Bundeskommissars Ludwig von Sonnenberg (1782–1850) verhaftet und verstarb dann im Gefängnis unter ungeklärten Umständen durch mehrere Messerstiche; die offizielle Seite sprach von Selbstmord, seine Angehörigen gingen jedoch von einer Ermordung aus. Seine Familie musste ausserdem eine hohe Geldstrafe begleichen, die ihm noch von der Eidgenossenschaft auferlegt worden war.